# Corrida do Sporting
A Corrida do Sporting é um evento de atletismo na estrada que existe desde o ano de 2011. A prova é organizada pelo Sporting Clube de Portugal e tem tido a participação acima dos três milhares de atletas. O evento tem sido uma das bandeiras do clube na promoção do atletismo. A edição de 2013 foi realizada a 1 de dezembro de 2013.
O historial de vencedores é o seguinte:
2011 - Carlos Silva (Sporting) - 30.10 | Salomé Rocha (Sporting) - 33.45 
2012 - Rui Silva (Sporting) - 30.03 | Catarina Ribeiro (Sporting) - 34.11 
2013 - Manuel Damião (Sporting) - 30.13 | Sandra Teixeira (Sporting) - 36.28 
2014 - Hermano Ferreira (Sporting) - 30.18 | Ercília Machado (Sporting) - 35.56
2015 - Hermano Ferreira (Sporting) - 30.37 | Ercília Machado (Sporting) - 34.53